# Nepenthes lamii
Nepenthes lamii, vrsta biljke mesožderke iz roda vrčastih grmova, porodica Nepenthaceae. Endemska vrsta iz nekadašnje indonezijske provincije Irian Jaya na Novoj Gvineji.
N. lamii raste na visinama preko 3000 metara, najviše od bilo koje u svome rodu